# Кроуфорд, Синди
Си́нтия Энн (Си́нди) Кро́уфорд (англ. Cynthia Ann «Cindy» Crawford; род. 20 февраля 1966) — американская супермодель, актриса и предпринимательница.

## Юные годы
Синди Кроуфорд родилась 20 февраля 1966 года в городе Де-Калб, штат Иллинойс, США. Семья имеет немецкие, английские и французские корни. Отец — Джон Дэн Кроуфорд, работал электриком, мать — Дженнифер Сью Кроуфорд-Молаф (девичья фамилия Уокер), медсестра. У Синди есть две сестры, Крис и Даниэль. 
В 1984 году окончила старшую школу с высшими баллами и получила академическую стипендию в Северо-западном университете, где изучала химическую технологию.
Когда ей было 16 лет, во время летней работы по сбору кукурузы на неё обратил внимание газетный фотограф, который сфотографировал её. Фотография и положительная реакция на неё убедили девушку заняться модельным бизнесом. После первой четверти она бросила учёбу в университете, чтобы сосредоточиться на карьере модели. Поработав с фотографом Виктором Скребнески в Чикаго, в 1986 году переехала на Манхэттен.
Принимала участие в конкурсе «Elite Model Look» нью-йоркского модельного агентства Elite Model Management и заняла там второе место.
Отличительная особенность Синди Кроуфорд — заметная родинка над губой. Она так сильно связана с этой чертой, что даже появилась в рекламной кампании шоколада, где «слизывала» собственную родинку. Изображение родинки было удалено со многих её ранних модельных фотографий, включая первую фотографию для обложки журнала Vogue.

## Карьера
Рост Синди Кроуфорд — 177 сантиметров, у неё карие глаза и каштановые волосы. Её параметры 86-66-89. С конца 1980-х по 1990 годы Синди находилась в числе самых популярных супермоделей, постоянно появлялась на обложках журналов и на подиуме, и была лицом модных компаний. С 1989 по 2000 год Синди являлась лицом Revlon. Она стала первой супермоделью, которая позировала обнажённой для журнала Playboy, её фотографии делал Херб Ритц, а знаменитый Swimsuit Calendar Синди с фотографиями Марко Главиано (Marco Glaviano) стал международным бестселлером.
Синди Кроуфорд появлялась на обложках свыше 600 журналов во всём мире, включая такие журналы, как Vogue, W, People, Harper’s Bazaar, ELLE, Cosmopolitan и Allure; также она была лицом многих модных домов, таких, как Gianne Versace, Escada и другие. Известный дизайнер Карл Лагерфельд сказал: «В ней сочетаются классическая красота и девушка мечты каждого американца». Когда Кроуфорд пришла в модельный бизнес, её прозвали «Малышкой Джиа» из-за сходства с супермоделью Джией Каранджи. В 2000 году Кроуфорд ушла из модельного бизнеса.
Кроуфорд заняла пятое место в списке 100 самых сексуальных звёзд XX века по версии журнала Playboy. В 1997 году по результатам опроса журнала Shape она была названа второй (после Деми Мур) самой красивой женщиной в мире из 4000 претенденток. В 2002 году Кроуфорд была названа одной из пятидесяти самых красивых людей мира журналом People. В 40 лет она заняла 26 место в рейтинге журнала Maxim Hot 100.
С 1989 по 1995 год вела программу «Дом стиля» (House of Style) на канале MTV. В середине 1990-х годов снялась в рекламе Pepsi.
Наиболее коммерчески успешными оказались видеоуроки фитнеса с её участием. В 1992 Синди выпустила «Cindy Crawford: Shape Your Body», в 1993 — «Cindy Crawford: The Next Challenge», в 2000 — «Cindy Crawford: A New Dimension» (снято вскоре после рождения первенца и адресовано молодым матерям).
Осенью 2016 года, накануне 50-летия Кроуфорд, в свет вышла её книга, в которой она рассказала о своей карьере и о том, чему её научил модельный бизнес. По словам модели, эта книга является симбиозом её биографии и подарочного издания с её снимками.
В феврале 2015 года в Интернете появились снимки из фотосессии Синди для Marie Claire US, в которой модель показала себя без фотошопа.

## Личная жизнь
- Брак Кроуфорд с актёром Ричардом Гиром длился с 1991 по 1995 год.
- В мае 1998 года она вышла замуж за Рэнди Гербера, бывшего манекенщика и владельца модных ресторанов и ночных клубов в Нью-Йорке и Лос-Анджелесе.
  - сын Пресли Гербер (родился 2 июля 1999 года)
  - дочь Кайя Гербер (родилась 3 сентября 2001 года). Обоих детей Кроуфорд родила дома[значимость факта?].

В настоящее время Кроуфорд проживает в Малибу.
Брат Синди умер в раннем возрасте от лейкемии, по этой причине Кроуфорд занимается благотворительностью в пользу детей, больных лейкемией, перечисляя доходы от календарей со своим изображением на медицинские исследования. Также Синди занимается помощью брошенным и нуждающимся детям через собственный благотворительный фонд «Little Star Foundation».

## Фильмография
- 1995 — Честная игра / Fair Game — Кейт МакКуин
- Озвучивала репортёра в двух эпизодах мультсериала «Настоящие охотники за привидениями» («Когда Хеллоуин длился вечно» / «When Halloween Was Forever» и «Гражданин призрак» / «Citizen Ghost»).
- 2009 — Волшебники из Вэйверли Плэйс / Wizards of Waverly Place — Биби Рокфорд
- В одном из эпизодов 6 сезона сериала «Город хищниц» сыграла знаменитую модель.

## В культуре
Принс посвятил ей песню «Cindy C.», вошедшую в «Чёрный альбом». Синди Кроуфорд и Татьяне Патитц посвящена песня Фалько (1990) «Tanja P. nicht Cindy C.» («Таня П. — не Синди К.»).